# Osmanský pozemkový zákoník
Osmanský pozemkový zákoník zahájil zásadní pozemkovou reformu v Osmanské říši v reformní éře tanzimat. Byl vydán v roce 1858 (v roce 1274 podle islámského kalendáře).

## Pozadí
Do roku 1858 byla půda v Osmanské Sýrii (coby provincii Osmanské říše) osídlena a obhospořádávána místními rolníky. Vlastnictví půdy se regulovalo místními zvyklostmi (obvykle šlo o vlastnictví v rámci vesnic, nicméně půdu mohli vlastnit i jednotlivci).
Osmané rozlišovali pět typů půdy:
- Arazi Memluke – soukromé pozemky
- Arazi Mirie – „korunní půda“ patřící státu
- Arazi Mevkufe – pozemky vlastněné náboženskými organizacemi, nebo pronajaté
- Arazi Metruke – půda opuštěná, bez obdělávání nebo domnělého vlastníka
- Arazi Mevat – mrtvá půda, neobdělávaná a nepřivlastněná

Arazi Memluke byly pozemky vlastněné jednotlivci, kteří je dobyli nebo v minulosti získali jinak. Šlo o rodově děděné pozemky. Osmanská vláda z nich přesto vybírala daně.
Arazi Mirie byly pozemky, které patřily Osmanské dynastii, její představitelé je prostřednictvím lén udělovali věrným poddaným, vojevůdcům a úředníkům (například vezírům).
Arazi Mevkufe byly historicky soukromé pozemky, které prostřednictvím vakfu připadly náboženské obci. Daně se zde platily určené náboženské instituci.
Arazi Metruke byla půda, která se neobdělávala a obvykle byla určena pro veřejné užívání (například cesty).
Arazi Mevat byla opuštěná půda, na kterou si nikdo nečinil nárok.

## Zákoník z roku 1858
Pozemkový zákoník, který byl připraven v rámci reforem tanzimat, byl svébytným zákoníkem, který se částečně inspiroval v islámském právu. Ačkoliv řada reforem éry tanzimat si vzala příklad z evropských zákonů té doby, pozemkový zákoník byl specificky osmanský.
Cílem pozemkového zákoníku bylo získat přehled a tím kontrolu nad pozemky v říši a současně díky tomu zvýšit výběr daní. Zákoník také zaváděl zásadní povinnost pro vlastníky půdy registrovat své vlastnické právo na daný pozemek. Nicméně proti tomuto záměru se postavili drobní vlastníci, kteří povinnost registrace ignorovali. Důvodem byla opozice proti regulacím Osmanské říše a hrozba zvýšení daní. Při registraci se tak prováděly různé podvody. Například pozemky tradičně vlastněné vesnicí se registrovaly na jediného vlastníka, přičemž vlivné rody si nechaly registrovat rozsáhlé pozemky na sebe. Výsledkem bylo, že si půdu přivlastnily různé politické a obchodnické rody, přičemž rolníci, kteří na půdě po staletí žili a obdělávali ji, své vlastnické právo ztratili.
Zákoník dělil pozemky nově na šest typů podle vlastníka:
- Vakf – pozemky odkázané nebo udělené náboženské obci;
- Mülk – pozemky historicky udělené Osmanskou dynastií zasloužilým obyvatelům říše, postupem doby tedy soukromé pozemky;
- Miri – pozemky určené k užívání (resp. pronájmu) a vlastněné Osmany nebo emíry;
- Matruka – veřejné pozemky jako cesty, hřbitovy a pastviny;
- Mewat/Mawat – mrtvá půda, která ležela ve větší vzdálenosti od sídel a nebyla obdělávaná;
- Mahlul – šlo o odbdělávatelnou půdu, která byla nechána tři a více let ladem, poté se vracela státu a ten s ní mohl znovu nakládat, ať byl původní vlastník jakýkoliv.

## Pozemkový zákoník v Jeruzalémském mutasarrifátu
Důslednost uplatňování pozemkového zákoníku z roku 1858 v provinciích říše se různila. Například v Jeruzalémském mutasarrifátu téměř neexistovalo soukromé vlastnictví půdy (Mülk). To fungovalo maximálně ve starobylých městech. Venkovská zemědělská půda byla rolníkům pouze pronajata (Miri).
V Palestině se obecně zvykově věřilo, že půda patří buď Bohu, nebo sultánovi. Rolník ji obdělával, ale nepatřila mu. Což nevadilo, jelikož rody takto zvykově žily na daném území po staletí bez konfliktů, které by nedokázaly vyřešit místní soudy. Pozemkový zákoník z roku 1858 tak znamenal i výrazný zásah do hodnot tamní společnosti. Půda vesnic byla tradičně ve společném vlastnictví vesnice (či zdejšího vládnoucího rodu) a zvyklostmi se dodržovalo, že okolní půda přináleží dané vesnici coby obecní pastviny nebo pro budoucí rozvoj.
Osmanský pozemkový zákoník byl po první světové válce převzat také Brity a uplatňován v mandátní Palestině. Britové ho aplikovali tak, že domy (budovy) byly v soukromém vlastnictví (Mülk), zatímco okolní pozemky byly pronajaté (Miri), a to na neurčito, dokud daný jedinec platí daně.
V roce 1967, po šestidenní válce, území Palestiny obsadil Izrael. V té době byla jen třetina pozemků na Západním břehu Jordánu registrována podle Settlement of Disputes over Land and Water Law (v rámci Jordánska, které toto území obsadilo po válce v roce 1948). Izrael v roce 1968 znemožnil další registraci soukromých vlastníků půdy. Aby mohl zdejší obyvatel uplatnil vlastnické právo, potřeboval buď úřední listinu z doby Osmanské říše, britské mandátní správy nebo jordánské okupace. Izrael současně uzákonil, že veškerá půda, která byla registrována jako Miri, Matruka nebo Mewat/Mawat nově patří státu.